# Charles Ondo
Charles Nduwuisi Ondo (ur. 22 października 2003 w Madrycie) – piłkarz z Gwinei Równikowej grający na pozycji lewego obrońcy. Od 2020 jest zawodnikiem klubu Huddersfield Town.

## Kariera klubowa
Swoją karierę piłkarską Ondo rozpoczynał w juniorach Millwall (2011-2020), a następnie także Huddersfield Town. W 2022 roku awansował do pierwszej drużyny Huddersfield i 9 października 2022 zadebiutował w nim w EFL Championship w wygranym 2:0 domowym meczu z Hull City. W lutym 2023 został wypożyczony do irlandzkiego drugoligowego klubu Waterford. W 2023 trafił do rezerw Huddersfield.

## Kariera reprezentacyjna
W reprezentacji Gwinei Równikowej Ondo zadebiutował 6 września 2023 roku w zremisowanym 1:1 meczu kwalifikacji do Pucharu Narodów Afryki 2023 z Libią, rozegranym w Bengazi. W 2024 roku został powołany do kadry na Puchar Narodów Afryki 2023. W tym turnieju nie zagrał w żadnym spotkaniu.